# Філіп К. Дік. Повне зібрання короткої прози. Том 2
«Філіп К. Дік. Повне зібрання короткої прози. Том 2» — другий із чотирьох томів української версії зібрання короткої прози американського письменника Філіпа Кіндреда Діка, що був виданий «Видавництвом Жупанського» за ліцензією «The Estate of Philip K. Dick» в лютому 2023 року на основі п'ятитомного видання Underwood–Miller «Зібрана коротка проза Філіпа К. Діка» (англ. The Collected Stories of Philip K. Dick) 1987 року.

## Анотація
До другого тому повного зібрання короткої прози Філіпа Кіндреда Діка увійшли твори, написані у період 1952–1954 років, зокрема такі відомі за екранізаціями, як «Бригада налаштування» (назва екранізації – «Змінюючи реальність»), «Самозванець» (назва екранізації – «Прибулець»), «Золотий чоловік» (назва екранізації – «Пророк») та багато інших.

## Структура Тому 2
Другий том містить 35 творів Філіпа К. Діка. Ігор Гарнік переклав твори: 1, 3-6, 8, 9, 11, 15-17, 19, 25, 26 і 32; Єгор Поляков — 2, 7, 10, 12-14, 18, 20-24, 27-31, 33-35. У томі також є примітки Філіпа Діка.
Другий том української версії зібрання містить переклади частини творів другого тому оригінального американського видання 1987 року (із 5-го по 27-й) та перших 12 творів третього тому.

### Вміст
| № Тв. | Українська назва                 | Оригінальна назва        | Літературна форма | Літературна форма | «Зібрана коротка проза Філіпа К. Діка», 1987 | «Зібрана коротка проза Філіпа К. Діка», 1987 |
| № Тв. | Українська назва                 | Оригінальна назва        | Українська        | Англійська        | № Тому                                       | № Тв.                                        |
| ----- | -------------------------------- | ------------------------ | ----------------- | ----------------- | -------------------------------------------- | -------------------------------------------- |
| 1     | Космічні браконьєри              | The Cosmic Poachers      | Оповідання        | Short story       | 2                                            | 5                                            |
| 2     | Нащадок                          | Progeny                  | Оповідання        | Short story       | 2                                            | 6                                            |
| 3     | Деякі різновиди життя            | Some Kinds of Life       | Оповідання        | Short story       | 2                                            | 7                                            |
| 4     | Хмари марсіан                    | Martians Come in Clouds  | Оповідання        | Short story       | 2                                            | 8                                            |
| 5     | Приміський пасажир               | The Commuter             | Оповідання        | Short story       | 2                                            | 9                                            |
| 6     | Світ, якого вона жадала          | The World She Wanted     | Оповідання        | Short story       | 2                                            | 10                                           |
| 7     | Рейд на поверхню                 | A Surface Raid           | Оповідання        | Short story       | 2                                            | 11                                           |
| 8     | Проект: Земля                    | Project: Earth           | Коротка повість   | Novelette         | 2                                            | 12                                           |
| 9     | Клопіт через сфери               | The Trouble with Bubbles | Оповідання        | Short story       | 2                                            | 13                                           |
| 10    | Сніданок у сутінках              | Breakfast at Twilight    | Оповідання        | Short story       | 2                                            | 14                                           |
| 11    | Подарунок для Пат                | The A Present for Pat    | Оповідання        | Short story       | 2                                            | 15                                           |
| 12    | Майстер каптурів                 | The Hood Maker           | Оповідання        | Short story       | 2                                            | 16                                           |
| 13    | Про засохлі яблука               | Of Withered Apples       | Оповідання        | Short story       | 2                                            | 17                                           |
| 14    | Бути людиною                     | Human Is                 | Оповідання        | Short story       | 2                                            | 18                                           |
| 15    | Бригада налаштування             | Adjustment Team          | Коротка повість   | Novelette         | 2                                            | 19                                           |
| 16    | Планета, якої не було            | The Impossible Planet    | Оповідання        | Short story       | 2                                            | 20                                           |
| 17    | Самозванець                      | Impostor                 | Оповідання        | Short story       | 2                                            | 21                                           |
| 18    | Джеймс П. Кроу                   | James P. Crow            | Оповідання        | Short story       | 2                                            | 22                                           |
| 19    | Планета для тимчасових мешканців | Planet for Transients    | Оповідання        | Short story       | 2                                            | 23                                           |
| 20    | Містечко                         | Small Town               | Оповідання        | Short story       | 2                                            | 24                                           |
| 21    | Сувенір                          | Souvenir                 | Оповідання        | Short story       | 2                                            | 25                                           |
| 22    | Команда розвідки                 | Survey Team              | Оповідання        | Short story       | 2                                            | 26                                           |
| 23    | Популярний автор                 | Prominent Author         | Оповідання        | Short story       | 2                                            | 27                                           |
| 24    | Законна здобич                   | Fair Game                | Оповідання        | Short story       | 3                                            | 1                                            |
| 25    | Повішений незнайомець            | The Hanging Stranger     | Оповідання        | Short story       | 3                                            | 2                                            |
| 26    | Хто має очі, той побачить        | The Eyes Have It         | Оповідання        | Short story       | 3                                            | 3                                            |
| 27    | Золотий чоловік                  | The Golden Man           | Коротка повість   | Novelette         | 3                                            | 4                                            |
| 28    | Оберт колеса                     | The Turning Wheel        | Коротка повість   | Novelette         | 3                                            | 5                                            |
| 29    | Останній з володарів             | The Last of the Masters  | Коротка повість   | Novelette         | 3                                            | 6                                            |
| 30    | Батькова подоба                  | The Father-Thing         | Оповідання        | Short story       | 3                                            | 7                                            |
| 31    | Дивний рай                       | Strange Eden             | Оповідання        | Short story       | 3                                            | 8                                            |
| 32    | Тоні і жуки                      | Tony and the Beetles     | Оповідання        | Short story       | 3                                            | 9                                            |
| 33    | Ніщ-О                            | Null-O                   | Оповідання        | Short story       | 3                                            | 10                                           |
| 34    | Прислужитися володареві          | To Serve the Master      | Оповідання        | Short story       | 3                                            | 11                                           |
| 35    | Виставковий експонат             | Exhibit Piece            | Оповідання        | Short story       | 3                                            | 12                                           |

## Видання
- Дік, Філіп. К. Повне зібрання короткої прози. Том 2 / Пер. з англ.: Ігор Гарнік, Єгор Поляков. — Київ: Видавництво Жупанського, 2023. — (Ad Astra) — 592 с. ISBN 978-617-7585-69-4[К 2]